# Mitsubishi L200
La Mitsubishi L200 è un pick-up fuoristrada prodotto dall'azienda giapponese Mitsubishi Motors Corporation dal 1978 in varie generazioni.
In Giappone la prima serie era originariamente chiamata Mitsubishi Forte, nome successivamente cambiato in Mitsubishi Strada. In Italia e in altri Paesi viene chiamata Mitsubishi L200, mentre in Gran Bretagna è denominata Mitsubishi Triton. Negli Stati Uniti, fino all'arrivo del "Mitsubishi Raider" (Pick-Up a sé stante) è stata commercializzata con il nome di Mitsubishi Mighty Max.
Ne sono state prodotte varie serie per oltre 4 milioni di esemplari.

## Prima generazione (1978-1986)
La prima serie del pick-up compatto di Mitsubishi venne presentato in Giappone come Mitsubishi Forte nel 1978 e venne venduto fino alla fine del 1986. 

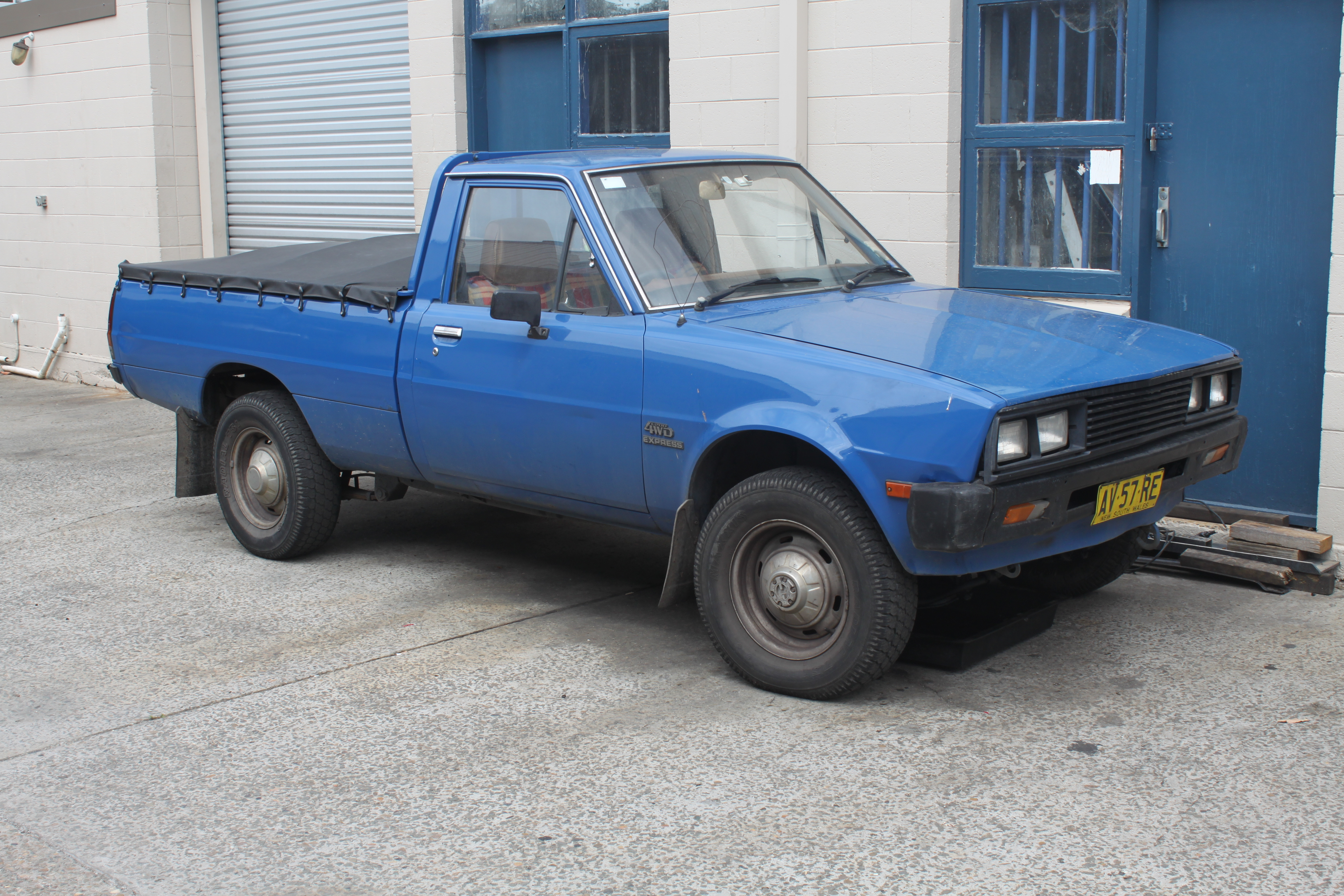
Mitsubishi L200 4x4 prima serie del 1984

Venne disegnato da Shinichi Mitsuhashi all’epoca direttore del centro stile giapponese ed esteticamente riprendeva il design frontale dalla contemporanea Mitsubishi Galant Eterna con la calandra cromata che incorporava i quattro fari circolari. Era disponibile con cabina singola a due posti e cassone posteriore oppure in versione chassis con telaio nudo per gli allestitori. La gamma motori comprendeva il 1,6 litri 4G32 benzina da 92 CV disponibile solo con trazione posteriore e successivamente nel 1981 venne presentato un leggero restyling dove venne adottata una nuova calandra in plastica che incorporava quattro fari rettangolari e il vecchio 1.6 venne affiancato dalla nuova versione 1.6 G32B MCA-JET da 86 CV conforme alle nuove normative anti inquinamento giapponesi abbinato anche alla trazione integrale e da un più potente motore 2.0 benzina Sirius G63B da 110 CV.
Nelle versioni di esportazione, denominate Mitsubishi L200, la versione a benzina da 2,0 litri erogava 93 CV (il 1.6 non venne offerto) mentre venne proposta anche un'unità più grande da 2,6 litri che erogava 105 CV oltre ad un motore diesel aspirato da 2,3 litri da 67 CV disponibili sia a trazione posteriore che integrale. La produzione avveniva in Giappone nello stabilimento di Nagoya e dal 1981 venne avviata anche in Tailandia nello stabilimento di Laem Chabang della United Development Motor Industry Co (UDMI), una controllata della Mitsubishi Heavy Industries.

### Meccanica
Il telaio di base era derivato da quello della Galant di terza generazione nella versione wagon ma profondamente rivisto e irrobustito essendo un mezzo prettamente da lavoro. I freni anteriori erano a disco e le sospensioni anteriori avevano uno schema a ponte rigido con molle elicoidali mentre le posteriori erano a balestra. La versione a trazione integrale fu aggiunta nel 1981 e aveva una nuova sospensione anteriore con barra di torsione. Il sistema di trazione integrale aveva quattro marce ridotte e diventerà la base per lo sviluppo dei sistemi di trazione integrale dei fuoristrada Mitsubishi che verranno adottati dai successivi Pajero, L200, Pajero Sport e Delica.

### Mercato americano
Negli Stati Uniti venne importato dal Gruppo Chrysler e venduto tramite una strategia di badge engineering dal 1989 al 1990 come Dodge D-50 mentre successivamente come Dodge Ram 50 e Plymouth Arrow, fino al 1982. Dal 1982 la versione a marchio Plymouth venne soppressa e la Mitsubishi iniziò a importare direttamente il veicolo tramite la propria rete di vendita ribattezzandolo Mitsubishi Mighty Max. Nello stesso anno anche la versione a marchio Dodge venne ristilizzata e venne introdotta la versione la trazione integrale (denominata Power Ram 50) e il motore turbo diesel 2,3 litri erogante 86 cavalli.
In Australia venne importato dalla Chrysler dal 1979 ribattezzato Chrysler D-50 e l'anno seguente il nome venne cambiato in Chrysler L200 per uniformarlo alla gamma veicoli commerciali che comprendeva anche il commerciale L300 Express. Tuttavia dall'ottobre del 1980 la Chrysler cessò le vendite dei veicoli Mitsubishi in Australia e di conseguenza tutte le attività vennero assorbite dalla casa giapponese che continuò a vendere i propri modelli con il proprio marchio.

## Seconda generazione (1986-1996)

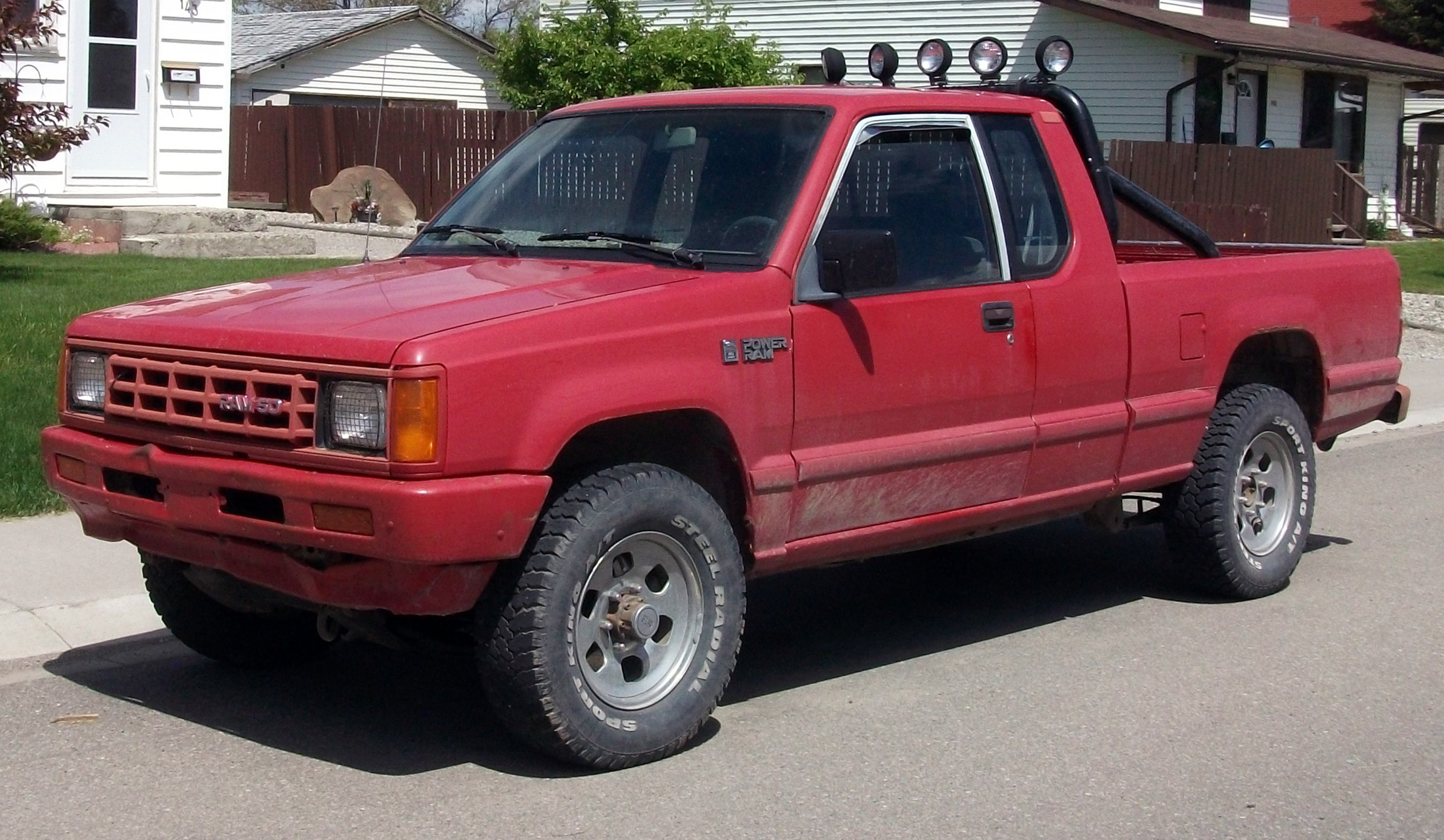
Dodge Power Ram 50 (seconda serie)

La seconda serie, lanciata nel 1986, era totalmente inedita e adotta diversi elementi meccanici che stanno accompagnando questa tipologia di veicoli fino ai giorni nostri: telaio a longheroni, sospensione posteriore con ponte rigido a balestre e all'anteriore sospensioni indipendenti con barre di torsione. La seconda serie di L200 diviene un vero e proprio fuoristrada da lavoro disponibile in numerose varianti di carrozzeria ed allestimenti.
Come motore viene utilizzata un'unità di 2477 cm³ a precamera, proposta inizialmente in versione aspirata con 68 o 77 CV di potenza e poi anche in versione turbo con 85 CV.
Gli allestimenti erano numerosi, dai più spartani per i mezzi prettamente da lavoro ai più ricchi per chi il mezzo lo usava come normale autoveicolo, e le varianti meccaniche prevedevano due versioni, una con 2 sole ruote motrici (trazione posteriore) e una con trazione integrale e marce ridotte per l'uso in fuoristrada.
In Australia venne lanciato nell'ottobre 1986 come Mitsubishi Triton mentre in Giappone debutta solo nel marzo 1991 ribattezzato Mitsubishi Strada. Un restyling venne presentato nel 1993 quando venne introdotto un nuovo frontale e nuovi paraurti in plastica. La produzione avveniva in Giappone ed in Thailandia dove il predecessore si era dimostrato un grande successo.
Negli Stati Uniti venne importato sia dal gruppo Chrysler che dalla Mitsubishi e venduto sia come Mitsubishi Mighty Max che Dodge Ram 50. I motori per il mercato americano erano due benzina tra cui un 2,0 litri con carburatore da 92 CV e un 2,6 litri da 109 CV. Era disponibile in versione a trazione posteriore o integrale e nelle opzioni di cabina singola, estesa e doppia. È stata l’ultima serie ad essere venduta in Nord America ed è stata sostituita dal Dodge Dakota (sviluppato interamente dal gruppo Chrysler) e dal Mitsubishi Rider (una versione rimarchiata del Dakota).
In molti mercati di esportazione (Australia ed Est Europeo) era disponibile anche con un V6 6G72 benzina da 3,0 litri da 122 CV.

## Terza generazione (1996-2005)
La terza serie fu lanciata nel 1996 e, come le precedenti, fu costruita in Thailandia.
Rispetto al modello precedente, la carrozzeria fu rivista integralmente proponendo linee più arrotondate e ingombri maggiori; anche l'abitacolo fu notevolmente migliorato con l'utilizzo di materiali, accessori e rifiniture che lo avvicinarono nell'aspetto e nella qualità a quello di una vettura tradizionale.
Il motore, lo stesso della precedente versione, fu potenziato a 100 CV (e 240 Nm di coppia) grazie all'adozione di un intercooler: la versione base a 2 sole ruote motrici era però sempre offerta con la motorizzazione aspirata da 77 CV.
La Mitsubishi L200 era proposta in 3 versioni, Single Cab (Cabina Singola, 2 posti), Club Cab (Cabina Estesa, 2+2 posti) e Double Cab (Doppia Cabina, 5 posti), e 4 allestimenti: GL, GLS, GLS Air e GLS Target, a seconda degli accessori montati. L'allestimento GL era quello più spartano, destinato ai mezzi da lavoro: si differenziava dagli altri per le ruote di dimensioni inferiori, per la mancanza dei passaruota e per il paraurti anteriore maggiorato nonché per altri dettagli nell'abitacolo e sulla carrozzeria. La più ricca delle versioni, la GLS Target, veniva proposta con un interessante differenziale posteriore bloccabile al 100% che trasformava il pick-up in un fuoristrada di categoria superiore.
A metà del 2001 l'L200 fu aggiornata sia in alcuni particolari esterni sia nel motore: quest'ultimo, con l'adozione di una centralina elettronica, della pompa del gasolio a gestione elettronica e di una turbina a geometria variabile, vide la potenza salire a 115 CV. Venne anche commercializzata per un certo periodo un modulo elettronico ufficiale Ralliart (la divisione sportiva di Mitsubishi Europa) con il quale la potenza saliva a 133 CV, questo per fronteggiare l'arrivo sul mercato del nuovo Nissan Navara, che debuttò nel 2003 con un motore di 133 CV.
Anche questa versione venne proposta nelle varianti a 2 ruote motrici e a trazione integrale inseribile.
Nel 2004 gli allestimenti furono rivisti e ridotti a tre, eliminando quello base: erano così presenti a listino i modelli Invite, Instyle e Intense.

### Caratteristiche tecniche

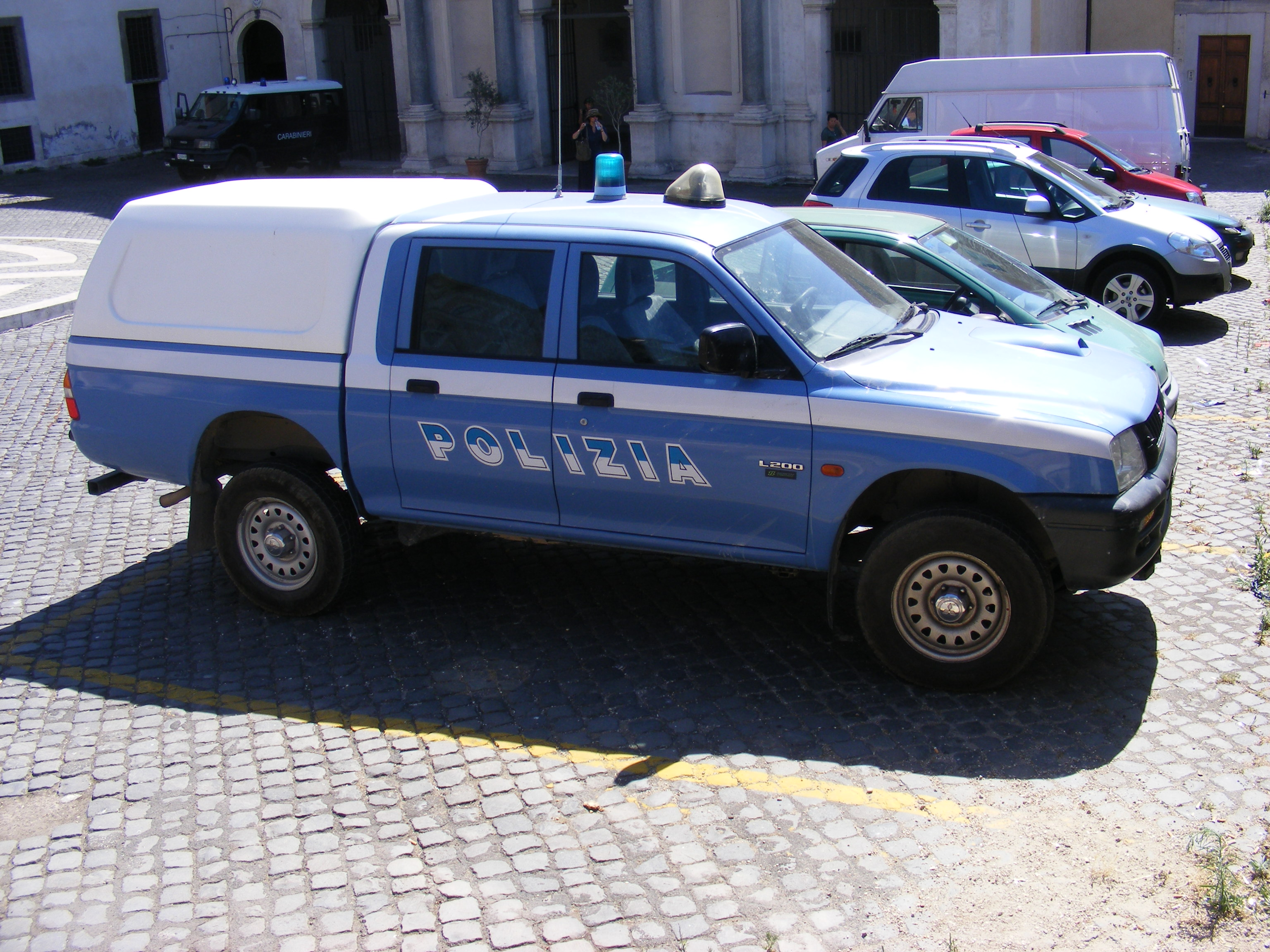
Una Mitsubishi L200 terza serie della Polizia di Stato

La Mitsubishi L200, come tutti i pick-up, è un mezzo nato per il lavoro e come tale offre una notevole capacità di carico grazie alla presenza delle balestre sull'asse posteriore: la portata massima del Double Cab, la versione più diffusa, è infatti di quasi 1 tonnellata.
Il cassone, largo circa 1,5 metri, era lungo, a seconda delle versioni, da 2 a 1,5 metri.
La trasmissione era a trazione posteriore con l'anteriore a inserimento manuale. Il differenziale presente al posteriore era di tipo autobloccante al 30% nelle versioni intermedie e dotato di blocco manuale al 100% nella versione top di gamma. L'inserimento delle 4 ruote motrici avveniva mediante un'apposita leva posta a destra di quella del cambio e poteva essere effettuato sino a 100 km/h. La suddetta leva comandava anche l'inserimento delle marce ridotte, trasformando l'L200 in un vero fuoristrada.
Come in tutti i mezzi dotati di trazione integrale di tipo semipermanente, anche sull'L200 era assente il differenziale centrale (che serve a ripartire la coppia fra l'asse anteriore e quello posteriore): ciò permetteva l'uso della trazione integrale solo su fondi a scarsa aderenza (neve, ghiaccio, sabbia, sterrati) e non su asfalto.
Il motore era di concezione datata, volta a favorire la durata piuttosto che gli spunti: l'uso delle precamere abbinate alla pompa meccanica rendeva infatti il propulsore rumoroso a freddo e lento a rispondere al di sotto del regime di coppia massima. Anche le prestazioni non erano eccezionali, complice il peso di questo mezzo (le versioni Double Cab più accessoriate si aggiravano in media sui 18 quintali): la velocità massima dichiarata era infatti, per i modelli a 100 CV, di soli 145 km/h e i consumi medi erano sull'ordine dei 10 litri di carburante per 100 chilometri.
La situazione migliorò con l'adozione della turbina a geometria variabile e della gestione elettronica dell'iniezione: la ripresa, l'accelerazione e la velocità massima ne trassero beneficio, a discapito di un leggero aumento dei consumi.

## Quarta generazione (2005-2015)
La quarta serie, progettata da Akinori Nakanishi, è stata lanciata nel 2005. Viene costruita nella fabbrica Mitsubishi in Thailandia ed esportata in 140 Paesi, escluso il Nord America, dove esiste già il "Mitsubishi Raider".
Rispetto alla precedente, questa serie è stata completamente rivista: la carrozzeria riprende i dettami stilistici introdotti con l'ultimo Mitsubishi Pajero, a loro volta derivati dalle linee dei modelli della Casa che hanno partecipato alle ultime edizioni del Rally Dakar, e l'abitacolo propone adesso finiture e qualità dei componenti pari, se non superiori, a quelle delle normali autovetture. Anteriormente è stata abbandonata la soluzione delle sospensioni con barre di torsione mentre posteriormente è stata rivista la taratura delle balestre: tutto questo ha comportato lo sviluppo di un assetto molto più morbido rispetto al passato, a tutto vantaggio dell'abitabilità di bordo.
Il cassone è stato leggermente ridotto di dimensioni, a tutto vantaggio delle dimensioni della cabina, che adesso offre una maggior abitabilità dei posti posteriori rispetto alla precedente serie, dove la soluzione adottata (un divanetto rialzato e con uno schienale abbastanza verticale) sacrificava chi doveva viaggiare dietro.
Il motore è il solito 2.5 litri delle precedenti serie ma rinvigorito e aggiornato con numerose soluzioni tecnologiche che lo hanno reso brillante, economo ed ecologico: siglato 2.5 DI-D, risponde alle normative Euro 4 ed è disponibile nelle varianti a 136 o 167 CV, rispettivamente con 314 e 402 N·m di coppia.
La trasmissione è a trazione posteriore con anteriore inseribile, come sulle precedenti serie. Ma sui modelli più accessoriati è presente un innovativo sistema denominato Super-Select 4WD, derivato dal Mitsubishi Pajero: grazie alla presenza del differenziale centrale (bloccabile) è adesso possibile utilizzare la trazione integrale su tutti i tipi di fondo, anche quelli a elevato coefficiente d'attrito (come l'asfalto asciutto). Le modalità selezionabili sono quindi numerose: 2 ruote motrici (2WD), 4 ruote motrici con centrale libero (4H), 4 ruote motrici con centrale bloccato (4HLC), 4 ruote motrici con ridotte e centrale bloccato (4LLC); senza dimenticare il blocco del differenziale posteriore, inseribile con qualunque modalità di trazione integrale.
Il cambio è manuale a 5 marce o automatico a 4, entrambi con riduttore, quest'ultimo molto utile in fuoristrada perché accorcia i rapporti permettendo di affrontare passaggi più impervi o affrontare salite più ripide.
In Giappone venne venduto dal 2006 al 2011 come Mitsubishi Triton importato dalla Tailandia ed era equipaggiato esclusivamente con motore a benzina da 3,5 litri 6G74, trazione integrale e cambio automatico a 4 marce. Fu l'unico pick-up sul mercato giapponese disponibile all’epoca poiché le stringenti normative anti inquinamento sfavorivano i veicoli di grandi dimensioni. Nonostante il suo successo all'estero, in Giappone le vendite furono bassissime in quanto il mercato preferiva i furgoncini e camioncini di taglia più compatta e nell'agosto 2011 le vendite furono sospese.

### Versioni
Anche la quarta serie della Mitubishi L200 viene proposta in numerosi varianti. Si hanno le versioni a 2, 4 e 5 posti denominate Single Cab, CLub Cab e Double Cab, offerte con diversi allestimenti: Inform (solo per la versione Club Cab), Invite, Instyle, Insport e la superaccessoriata Warrior (offerta per il solo modello a doppia cabina), Insport e Warrior offrono il motore nella versione a 167 CV.

### Prestazioni e consumi
Le versioni con motore da 136 CV sono accreditate di una velocità massima di 167 km/h e di una accelerazione 0–100 km/h di 14,6 secondi, mentre sul lato dei consumi il dato ufficiale è di 11,6 km per litro di carburante (ciclo combinato).
La versione con il propulsore più potente è accreditata di una punta massima di 172 km/h e di un consumo medio di 11,1 km/L.

### Sicurezza
Nel 2008 il modello è stato sottoposto insieme a due suoi concorrenti (Nissan Navara e Isuzu D-Max) a un crash test dell'EuroNCAP per valutare la sicurezza dei Pick Up risultando il migliore dei tre (ha ottenuto quattro stelle su cinque).
È l'unico Pick Up in commercio in Italia a essere dotato nelle versioni più ricche di controllo della trazione e della stabilità denominato MATC/MASC, Mitsubishi Active Stability/Traction Control (o più comunemente detto ESP), e ha il raggio di sterzata minore della sua categoria con soli 5,9 m, grazie all'abbandono delle barre di torsione anteriori.

## Quinta generazione (2015-2023)
Anticipata dalla concept car Mitsubishi GR-HEV la quinta generazione viene presentata nel 2015 in Tailandia come Mitsubishi Triton e successivamente al Salone di Ginevra nella versione europea. Viene commercializzata nella seconda metà dello stesso anno, si presenta completamente rinnovata nella tecnologia, nei motori e nei contenuti.
Il telaio di base è lo stesso della generazione precedente ma aggiornato e più rigido del 7%, la scocca denominata RISE è stata irrigidita mediante l’utilizzo maggiore di acciai altoresistenziali, il passo è di 3,0 metri mentre le varianti disponibili sono cabina singola estesa e doppia. Il nuovo design ha permesso di ridurre il coefficiente di resistenza aerodinamica a 0,40. La stessa meccanica viene utilizzata per la terza generazione del fuoristrada Pajero Sport.
La vettura viene commercializzata nel mercato EMEA anche dalla Fiat Professional con denominazione Fiat Fullback
Nel 2015 è stata sottoposta nuovamente ai crash test dell'Euro NCAP, ottenendo nuovamente il risultato di 4 stelle.

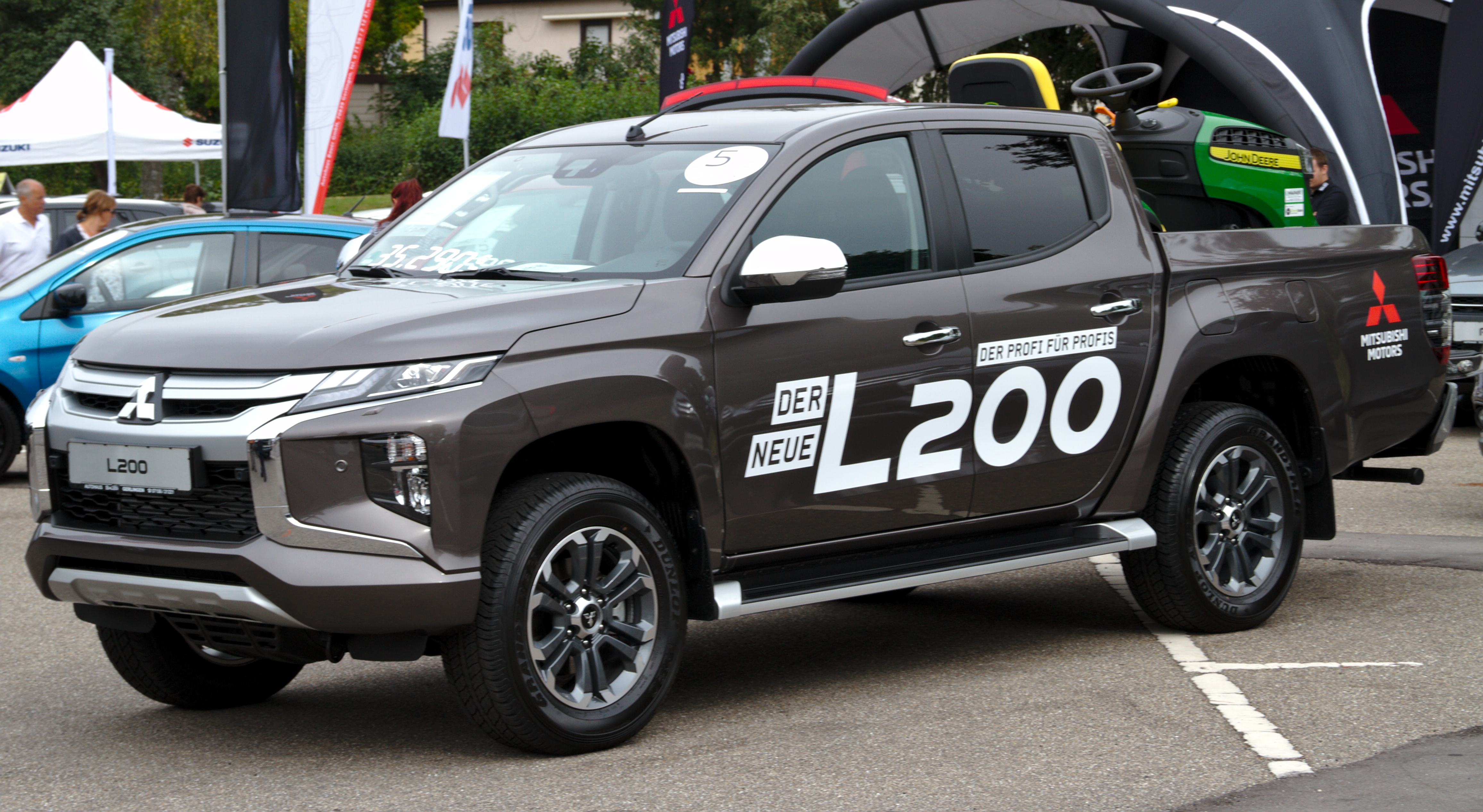
Una L200 di quinta generazione dopo il restyling

### Restyling 2019
Presentata a settembre 2019 per il mercato italiano, con un nuovo design più squadrato e solido. Viene lanciata con nuovo motore Diesel 4N14 2.2 a bassa compressione e iniezione diretta, con doppio albero a camme in testa interamente in alluminio, common rail 16v a 4 cilindri, e dotata di cambio automatico a 6 rapporti.

## Sesta generazione (dal 2023)
Anticipata dalla concept car chiamata XRT presentata il 21 marzo 2023 all'International Motor Show di Bangkok, la sesta generazione è stata presentata il 26 luglio successivo.